# Cupido mauluena
Cupido mauluena är en fjärilsart som beskrevs av Felder 1862. Cupido mauluena ingår i släktet Cupido och familjen juvelvingar. Inga underarter finns listade i Catalogue of Life.